# Castelo de Santa Maria

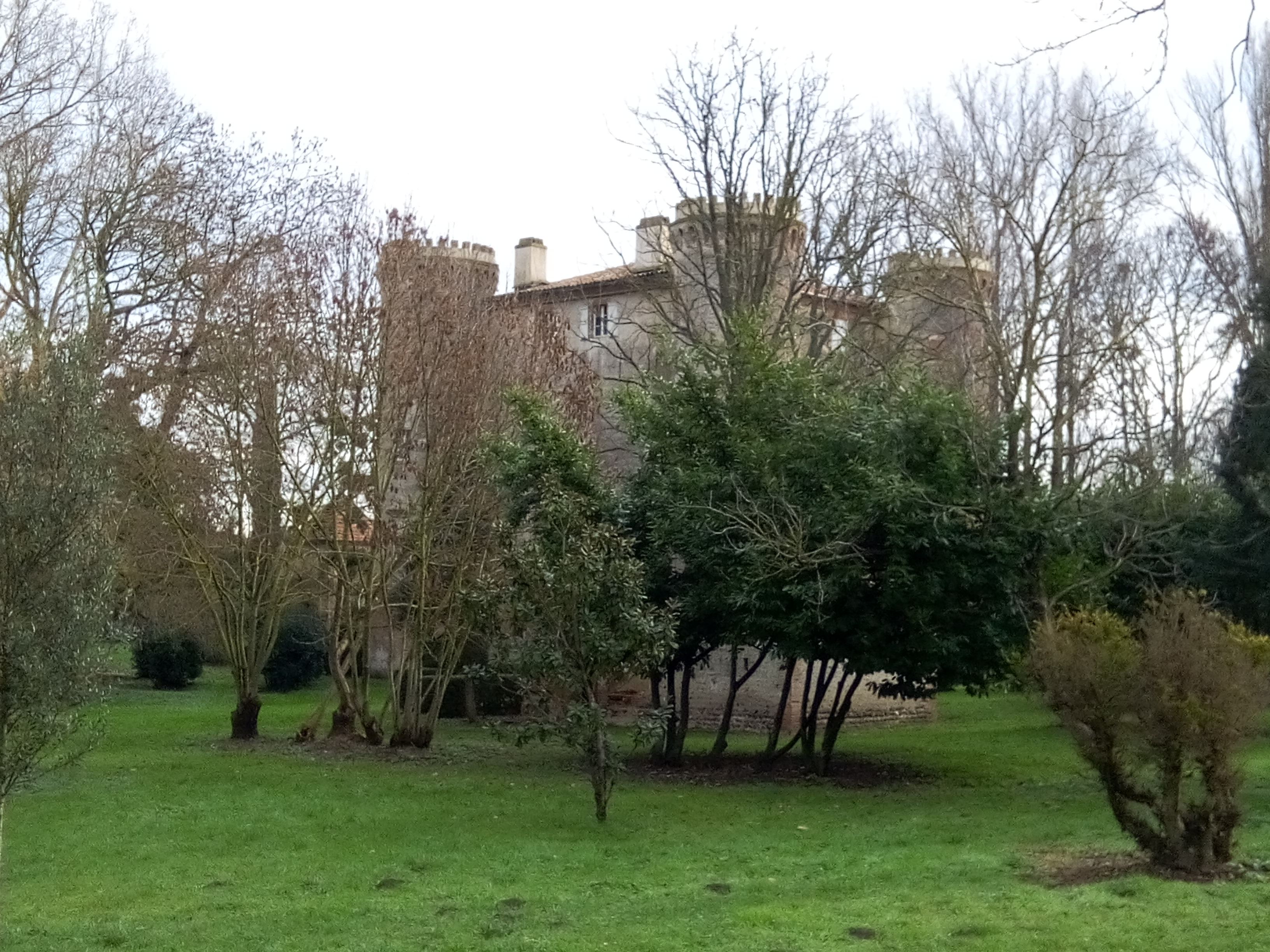
Castelo de Santa Maria, município de Longages, França

O Château de Santa Maria é um castelo que data da segunda metade do século XVI, modificado e alterado durante o século XIX, na comuna de Longages, em Haute-Garonne, na França.
Uma propriedade privada, está classificado desde 1984 como monumento histórico pelo Ministério da Cultura da França.